# Impact de Montréal 2019
Questa voce raccoglie le informazioni riguardanti l'Impact de Montréal nelle competizioni ufficiali della stagione 2019.

## Stagione
Nel 2019 l'Impact disputa l'ottava stagione nella MLS, il massimo campionato calcistico di USA e Canada, e la ventiseiesima totale della propria storia. L'anno si apre con un importante cambiamento nella struttura societaria: Joey Saputo resta proprietario del club ma il 22 gennaio lascia la presidenza a Kevin Gilmore, assunto per occuparsi a tempo pieno del club.
Nonostante la mancata qualificazione ai play-off nella scorsa stagione, in panchina viene confermato l'allenatore francese Rémi Garde. Nella prima metà della stagione l'Impact si mantiene nella parte centrale della classifica, per poi entrare in crisi con una sola vittoria in otto partite fra fine giugno e metà agosto. A quel punto la società decide di esonerare l'allenatore, chiamando al suo posto il colombiano Wilmer Cabrera. La tendenza in campionato però non viene invertita, e il club resta fuori dai play-off per la terza stagione consecutiva. Destino migliore invece nella coppa nazionale: la squadra di Montréal supera lo York9 e il Cavalry per poi scontrarsi in finale con il Toronto FC. Al termine del doppio confronto sono necessari i rigori per aggiudicare la coppa, conquistata dall'Impact sul campo dei propri rivali. Con questa vittoria la squadra del Québec si qualifica alla CONCACAF Champions League 2020.

## Maglie e sponsor
Il fornitore tecnico, come per tutte le squadre della MLS, è l'Adidas. Per il 2019 l'Impact conferma la seconda maglia della stagione precedente, bianca con una lieve trama grigia a strisce verticali. La prima maglia è invece a strisce sottili nere e azzurre, con quest'ultime che nella parte inferiore digradano fino a sparire. Nella parte inferiore è rappresentata l'Étoile du Nord, una grande campana di oltre 700 kg che viene fatta risuonare allo Stade Saputo da un gruppo di tifosi a ogni rete.
| 1ª divisa | 2ª divisa |

## Rosa
| N. |                        | Ruolo | Calciatore              |
| -- | ---------------------- | ----- | ----------------------- |
| 1  | Stati Uniti (bandiera) | P     | Evan Bush               |
| 2  | Argentina (bandiera)   | D     | Víctor Cabrera          |
| 3  | Stati Uniti (bandiera) | D     | Daniel Lovitz           |
| 4  | Francia (bandiera)     | D     | Rudy Camacho            |
| 5  | Francia (bandiera)     | D     | Zakaria Diallo          |
| 6  | Canada (bandiera)      | C     | Samuel Piette           |
| 7  | Francia (bandiera)     | A     | Harry Novillo           |
| 8  | Algeria (bandiera)     | C     | Saphir Taïder           |
| 9  | Spagna (bandiera)      | A     | Bojan Krkić             |
| 10 | Argentina (bandiera)   | A     | Ignacio Piatti          |
| 11 | Canada (bandiera)      | A     | Anthony Jackson-Hamel   |
| 13 | Giappone (bandiera)    | C     | Ken Krolicki            |
| 14 | Stati Uniti (bandiera) | C     | Amar Sejdič             |
| 15 | Canada (bandiera)      | D     | Zachary Brault-Guillard |
| 16 | Francia (bandiera)     | D     | Rod Fanni               |

| N. |                      | Ruolo | Calciatore          |
| -- | -------------------- | ----- | ------------------- |
| 17 | Canada (bandiera)    | A     | Ballou Tabla        |
| 18 | Nigeria (bandiera)   | A     | Orji Okwonkwo       |
| 19 | Panama (bandiera)    | C     | Omar Browne         |
| 21 | Finlandia (bandiera) | C     | Lassi Lappalainen   |
| 22 | Finlandia (bandiera) | D     | Jukka Raitala       |
| 23 | Senegal (bandiera)   | P     | Clément Diop        |
| 25 | Canada (bandiera)    | D     | Daniel Kinumbe      |
| 26 | Cuba (bandiera)      | D     | Jorge Luís Corrales |
| 27 | Canada (bandiera)    | D     | Clément Bayiha      |
| 28 | Canada (bandiera)    | C     | Shamit Shome        |
| 29 | Canada (bandiera)    | C     | Mathieu Choinière   |
| 32 | Uganda (bandiera)    | C     | Micheal Azira       |
| 33 | Francia (bandiera)   | D     | Bacary Sagna        |
| 37 | Argentina (bandiera) | A     | Maximiliano Urruti  |
| 41 | Canada (bandiera)    | P     | James Pantemis      |

## Calciomercato

### Sessione invernale
| Acquisti | Acquisti                | Acquisti           | Acquisti         |
| R.       | Nome                    | da                 | Modalità         |
| -------- | ----------------------- | ------------------ | ---------------- |
| P        | Maxime Crépeau          | Ottawa Fury        | rientro prestito |
| D        | Clément Bayiha          | Ottawa Fury        | rientro prestito |
| D        | Zachary Brault-Guillard | O. Lione           | prestito         |
| D        | Daniel Kinumbe          | Ottawa Fury        | rientro prestito |
| C        | Michael Petrasso        | Ottawa Fury        | rientro prestito |
| C        | Amar Sejdič             | Univ. del Maryland | definitivo       |
| A        | Harry Novillo           | Johor Darul Ta'zim | definitivo       |
| A        | Orji Okwonkwo           | Bologna            | prestito         |
| A        | Maximiliano Urruti      | Dallas             | definitivo       |

| Cessioni | Cessioni             | Cessioni             | Cessioni   |
| R.       | Nome                 | a                    | Modalità   |
| -------- | -------------------- | -------------------- | ---------- |
| P        | Jason Beaulieu       | Ottawa Fury          | prestito   |
| P        | Maxime Crépeau       | Vancouver Whitecaps  | definitivo |
| D        | Chris Duvall         | Houston Dynamo       | definitivo |
| D        | Rod Fanni            |                      | svincolato |
| D        | Kyle Fisher          |                      | svincolato |
| C        | Louis Béland-Goyette |                      | svincolato |
| C        | David Choinière      | Forge                | definitivo |
| C        | Michael Petrasso     |                      | svincolato |
| C        | Alejandro Silva      | Club Olimpia         | definitivo |
| C        | Jeisson Vargas       | Universidad Catolica | prestito   |
| A        | Quincy Amarikwa      |                      | svincolato |
| A        | Matteo Mancosu       |                      | svincolato |
| A        | Michael Salazar      |                      | svincolato |

### A stagione in corso
| Acquisti | Acquisti            | Acquisti           | Acquisti         |
| R.       | Nome                | da                 | Modalità         |
| -------- | ------------------- | ------------------ | ---------------- |
| D        | Daniel Kinumbe      | Ottawa Fury        | rientro prestito |
| D        | Jorge Luís Corrales | Chicago Fire       | definitivo       |
| D        | Rod Fanni           |                    | definitivo       |
| C        | Omar Browne         | Indep. La Chorrera | prestito         |
| C        | Lassi Lappalainen   | Bologna            | prestito         |
| A        | Bojan Krkić         | Stoke City         | definitivo       |
| A        | Ballou Tabla        | Barcellona         | prestito         |

| Cessioni | Cessioni       | Cessioni           | Cessioni      |
| R.       | Nome           | a                  | Modalità      |
| -------- | -------------- | ------------------ | ------------- |
| D        | Zakaria Diallo | Lens               | definitivo    |
| D        | Daniel Kinumbe | Ottawa Fury        | prestito      |
| C        | Micheal Azira  | Chicago Fire       | definitivo    |
| C        | Omar Browne    | Indep. La Chorrera | fine prestito |
| C        | Amar Sejdič    | Ottawa Fury        | prestito      |
| A        | Harry Novillo  |                    | svincolato    |

## Risultati

### MLS
La MLS non adotta il sistema a due gironi, uno di andata e uno di ritorno, tipico in Europa per i campionati di calcio, ma un calendario di tipo sbilanciato. Nel 2019 l'Impact disputa solo una gara con le dodici squadre della Western conference, due gare (andata e ritorno) con le squadre della propria conference.
| Arbitro: | J. Dickerson |

|              |           |                       |
| Eriksson 11’ | Marcatori | 29’ Piatti 44’ Taider |

| Arbitro: | I. Elfath |

|                           |           |            |
| Rodríguez 36’ Manotas 86’ | Marcatori | 34’ Taider |

| Arbitro: | T. Ford |

|           |           |                              |
| Dwyer 91’ | Marcatori | 14’ Okwonkwo 15’, 80’ Piatti |

| Arbitro: | N. Saghafi |

|                                                                 |           |            |
| Russell 10’, 50’ Németh 43’, 68’, 84’ Gutierrez 45+2’ Busio 78’ | Marcatori | 89’ Taider |

| New York 6 aprile 2019 5ª giornata | New York City | 0 – 0 referto | Montréal Impact | Yankee Stadium\| Arbitro: \| T. Unkel \| |
| Arbitro:                           | T. Unkel      |               |                 |                                          |

| Washington 9 aprile 2019 6ª giornata | D.C. United | 0 – 0 referto | Montréal Impact | Audi Field\| Arbitro: \| C. Penso \| |
| Arbitro:                             | C. Penso    |               |                 |                                      |

| Arbitro: | A. Villareal |

|             |           |  |
| Novillo 55’ | Marcatori |  |

| Arbitro: | R. Sibiga |

|                                          |           |  |
| Burke 14’ Monteiro 45’ (rig.) Bedoya 57’ | Marcatori |  |

| Arbitro: | N. Saghafi |

|  |           |                                  |
|  | Marcatori | 79’ Shome 85’, 93’ Jackson-Hamel |

| Arbitro: | R. Vazquez |

|            |           |  |
| Browne 83’ | Marcatori |  |

| Arbitro: | B. Toledo |

|  |           |                             |
|  | Marcatori | 6’ Maxi Morález 49’ Tajouri |

| Arbitro: | A. Chilowicz |

|          |           |                              |
| Long 36’ | Marcatori | 64’ Diallo 79’ (rig.) Urruti |

| Arbitro: | J. Dickerson |

|                    |           |              |
| Cruz 7’ Alashe 62’ | Marcatori | 75’ Okwonkwo |

| Montréal 18 maggio 2019 14ª giornata | Montréal Impact | 0 – 0 referto | N.E. Revolution | Stade Saputo (15.559 spett.)\| Arbitro: \| R. Touchan \| |
| Arbitro:                             | R. Touchan      |               |                 |                                                          |

| Arbitro: | A. Villareal |

|                                               |           |                                     |
| Ramirez 7’ Vela 28’ Blessing 31’ Blackmon 55’ | Marcatori | 70’ (aut.) Segura 84’ (rig.) Taider |

| Arbitro: | F. Bazakos |

|                                |           |             |
| Browne 45+2’ Taider 68’ (rig.) | Marcatori | 84’ Johnson |

| Arbitro: | C. Penso |

|  |           |                                          |
|  | Marcatori | 27’ (rig.) Nani 36’ Akindele 42’ Johnson |

| Arbitro: | N. Saghafi |

|                        |           |                      |
| Taider 74’ (rig.), 78’ | Marcatori | 64’ (rig.) Rodriguez |

| Arbitro: | R. Vazquez |

|                   |           |              |
| Okwonkwo 28’, 66’ | Marcatori | 53’ Conechny |

| Arbitro: | R. Touchan |

|                |           |            |
| Meram 35’, 83’ | Marcatori | 50’ Diallo |

| Arbitro: | A. Kelly |

|                              |           |                                  |
| Jackson-Hamel 1’ Camacho 13’ | Marcatori | 9’, 47’ Toye 45+2’ (rig.) Finlay |

| Arbitro: | D. Fischer |

|  |           |                            |
|  | Marcatori | 61’ Pozuelo 90+5’ Altidore |

| Arbitro: | R. Sibiga |

|                       |           |              |
| Williams 9’ Accam 46’ | Marcatori | 45+2’ Diallo |

| Arbitro: | J. Marrufo |

|                                       |           |  |
| Lappalainen 4’, 46’ Okwonkwo 36’, 66’ | Marcatori |  |

| Arbitro: | M. de Oliveira |

|                                                                           |           |                                                |
| Bush 21’ (aut.) Kamara 36’ (rig.), 45+1’, 90’ Rubio 45+4’ Shinyashiki 78’ | Marcatori | 18’ (aut.) Kamara 55’ Urruti 76’ (rig.) Taïder |

| Arbitro: | C. Penso |

|                                           |           |                             |
| McCarty 8’ Nikolic 19’ Schweinsteiger 88’ | Marcatori | 34’ (rig.) Taïder 76’ Sagna |

| Arbitro: | T. Unkel |

|                                    |           |                                                  |
| Lappalainen 8’, 45+1’ Okwonkwo 56’ | Marcatori | 59’ Ondrasek 85’ (rig.) Ziegler 90’ Hollingshead |

| Arbitro: | B. Toledo |

|                        |           |           |
| Delgado 63’ Morrow 81’ | Marcatori | 49’ Krkić |

| Arbitro: | I. Elfath |

|                             |           |           |
| Henry 35’ (aut.) Urruti 37’ | Marcatori | 17’ Reyna |

| Arbitro: | A. Chapman |

|  |           |                             |
|  | Marcatori | 20’, 32’ Kamara 23’ Arriola |

| Arbitro: | R. Touchan |

|  |           |         |
|  | Marcatori | 1’ Cruz |

| Arbitro: | K. Stott |

|                            |           |                 |
| Ibrahimovic 31’ Antuna 50’ | Marcatori | 48’ Lappalainen |

| Arbitro: | J. Marrufo |

|           |           |             |
| Krkic 81’ | Marcatori | 53’ Gressel |

| Arbitro: | N. Saghafi |

|                                   |           |  |
| Krkic 23’ Urruti 37’ Okwonkwo 62’ | Marcatori |  |

### Canadian Championship
| Arbitro: | Y. Rudolf |

|                       |           |                                |
| Telfer 83’ Gattas 88’ | Marcatori | 62’ Browne 90+2’ (rig.) Taider |

| Arbitro: | D. Barrie |

|                   |           |  |
| Piatti 55’ (rig.) | Marcatori |  |

| Arbitro: | S. Petrescu |

|                 |           |             |
| Piatti 32’, 49’ | Marcatori | 69’ Camargo |

| Arbitro: | P. Lauzière |

|  |           |                   |
|  | Marcatori | 13’ Jackson-Hamel |

| Arbitro: | Y. Rudolf |

|            |           |  |
| Piatti 17’ | Marcatori |  |

| Arbitro: | D. Fischer |

|                                 |                      |                      |
| Endo 70’                        | Marcatori            |                      |
| Pozuelo Altidore Mullins Osorio | Tiri di rigore 1 – 3 | Krkic Lovitz Camacho |

## Statistiche

### Statistiche di squadra
| Competizione          | Punti | In casa | In casa | In casa | In casa | In casa | In casa | In trasferta | In trasferta | In trasferta | In trasferta | In trasferta | In trasferta | Totale | Totale | Totale | Totale | Totale | Totale |
| Competizione          | Punti | G       | V       | N       | P       | Gf      | Gs      | G            | V            | N            | P            | Gf           | Gs           | G      | V      | N      | P      | Gf     | Gs     |
| --------------------- | ----- | ------- | ------- | ------- | ------- | ------- | ------- | ------------ | ------------ | ------------ | ------------ | ------------ | ------------ | ------ | ------ | ------ | ------ | ------ | ------ |
| MLS                   | 41    | 17      | 8       | 3       | 6       | 23      | 22      | 17           | 4            | 2            | 11           | 24           | 38           | 34     | 12     | 5      | 17     | 47     | 60     |
| Canadian Championship |       | 3       | 3       | 0       | 0       | 4       | 1       | 3            | 1            | 1            | 1            | 3            | 3            | 6      | 4      | 1      | 1      | 7      | 4      |
| Totale                |       | 20      | 11      | 3       | 6       | 27      | 23      | 20           | 5            | 3            | 12           | 27           | 41           | 40     | 16     | 6      | 18     | 54     | 64     |

### Statistiche dei giocatori
| Giocatore          | MLS      | MLS  | MLS         | MLS        | Canadian Championship | Canadian Championship | Canadian Championship | Canadian Championship | Totale   | Totale | Totale      | Totale     |
| Giocatore          | Presenze | Reti | Ammonizioni | Espulsioni | Presenze              | Reti                  | Ammonizioni           | Espulsioni            | Presenze | Reti   | Ammonizioni | Espulsioni |
| ------------------ | -------- | ---- | ----------- | ---------- | --------------------- | --------------------- | --------------------- | --------------------- | -------- | ------ | ----------- | ---------- |
| M. Azira           | 19       | 0    | 3           | -          | 1                     | 0                     | -                     | -                     | 20       | 0      | 3           | -          |
| C. Bayiha          | 9        | 0    | -           | -          | 5                     | 0                     | -                     | -                     | 14       | 0      | -           | -          |
| Z. Brault-Guillard | 13       | 0    | 1           | -          | 2                     | 0                     | 1                     | -                     | 15       | 0      | 2           | -          |
| O. Browne          | 9        | 2    | 1           | -          | 1                     | 1                     | -                     | -                     | 10       | 3      | 1           | -          |
| E. Bush            | 32       | -59  | 3           | -          | 0                     | 0                     | -                     | -                     | 32       | -59    | 3           | -          |
| V. Cabrera         | 16       | 0    | 2           | -          | 4                     | 0                     | -                     | -                     | 20       | 0      | 2           | -          |
| R. Camacho         | 16       | 1    | 3           | -          | 5                     | 0                     | -                     | -                     | 21       | 1      | 3           | -          |
| M. Choinière       | 16       | 0    | 1           | -          | 2                     | 0                     | -                     | -                     | 18       | 0      | 1           | -          |
| J. Corrales        | 4        | 0    | -           | -          | 1                     | 0                     | 1                     | -                     | 5        | 0      | 1           | -          |
| Z. Diallo          | 24       | 3    | 2           | 1          | 2                     | 0                     | -                     | -                     | 26       | 3      | 2           | 1          |
| C. Diop            | 2        | -1   | -           | -          | 4                     | -3                    | -                     | -                     | 6        | -4     | -           | -          |
| R. Fanni           | 3        | 0    | -           | -          | 0                     | 0                     | -                     | -                     | 3        | 0      | -           | -          |
| A. Jackson-Hamel   | 16       | 3    | -           | -          | 1                     | 1                     | -                     | -                     | 17       | 4      | -           | -          |
| D. Kinumbe         | 1        | 0    | -           | -          | 1                     | 0                     | -                     | -                     | 2        | 0      | -           | -          |
| B. Krkić           | 8        | 3    | -           | -          | 2                     | 0                     | -                     | -                     | 10       | 3      | -           | -          |
| K. Krolicki        | 9        | 0    | 2           | -          | 4                     | 0                     | 1                     | -                     | 13       | 0      | 3           | -          |
| L. Lappalainen     | 11       | 5    | -           | -          | 4                     | 0                     | -                     | -                     | 15       | 5      | -           | -          |
| D. Lovitz          | 28       | 0    | 5           | -          | 2                     | 0                     | -                     | -                     | 30       | 0      | 5           | -          |
| H. Novillo         | 11       | 1    | 1           | -          | 0                     | 0                     | -                     | -                     | 11       | 1      | 1           | -          |
| O. Okwonkwo        | 28       | 8    | 4           | -          | 4                     | 0                     | 1                     | -                     | 32       | 8      | 5           | -          |
| J. Pantemis        | 0        | 0    | -           | -          | 2                     | -1                    | -                     | -                     | 2        | -1     | -           | -          |
| I. Piatti          | 11       | 3    | 1           | -          | 4                     | 4                     | -                     | -                     | 15       | 7      | 1           | -          |
| S. Piette          | 25       | 0    | 6           | -          | 4                     | 0                     | 1                     | -                     | 29       | 0      | 7           | -          |
| J. Raitala         | 26       | 0    | 2           | -          | 5                     | 0                     | -                     | -                     | 31       | 0      | 2           | -          |
| B. Sagna           | 26       | 1    | 7           | 1          | 5                     | 0                     | -                     | -                     | 31       | 1      | 7           | 1          |
| S. Shome           | 27       | 1    | 3           | -          | 5                     | 0                     | -                     | -                     | 32       | 1      | 3           | -          |
| B. Tabla           | 4        | 0    | -           | -          | 0                     | 0                     | -                     | -                     | 4        | 0      | -           | -          |
| S. Taïder          | 32       | 7    | 2           | -          | 5                     | 1                     | 2                     | -                     | 37       | 8      | 4           | -          |
| A. Sejdič          | 1        | 0    | -           | -          | 0                     | 0                     | -                     | -                     | 1        | 0      | -           | -          |
| M. Urruti          | 31       | 4    | 5           | 1          | 6                     | 0                     | -                     | -                     | 37       | 4      | 5           | 1          |

## Giovanili
- Under 19: 3° nella northeast division della east conference del campionato USSDA 2018-2019.[13] 3° nel gruppo B dei play-off
- Under 17: 2° nella northeast division della east conference del campionato USSDA 2018-2019.[13] 3° nel gruppo C dei play-off
- Under 15: 1° nella northeast division della east conference del campionato USSDA 2018-2019.[13] 2° nel gruppo A dei play-off